# Darci Shaw
Darci Louise Shaw (Liverpool, 17 aprile 2002) è un'attrice britannica. Dopo aver esordito sul grande schermo nel ruolo di Judy Garland da giovane in Judy, ha ottenuto un ruolo da co-protagonista nella serie televisiva Gli Irregolari di Baker Street.

## Biografia
Nata e cresciuta nella città di Liverpool, Shaw ha studiato recitazione presso la Liverpool Institute for Performing Arts e preso parte a performance teatrali fin dall'adolescenza. Nel 2019, dopo essere apparsa in quattro episodi della serie televisiva The Bay, l'attrice ottiene il suo primo ruolo di rilievo nel film Judy, in cui interpreta Judy Garland durante le riprese de Il mago di Oz. La performance di Shaw ottiene recensioni contrastanti per questa interpretazione: Rolling Stone la definisce "super stellare", mentre per The New York Times la scelta di Shaw è stata un errore.
Nel 2021, Shaw è una dei co-protagonisti della serie televisiva di Netflix Gli Irregolari di Baker Street, oltre a rientrare nel cast principale del film The Colour Room. Nel 2022 appare nella serie televisiva Brassic, per poi venire confermata nel ruolo di Sonia Sellington nel film Midas Man.

## Filmografia

### Cinema
- Judy, regia di Rupert Goold (2019)
- The Colour Room, regia di Claire McCarthy (2021)
- Midas Man, regia di Joe Stephenson (2024)

### Televisione
- The Bay – serie TV, 4 episodi (2019)
- Gli Irregolari di Baker Street (The Irregulars) – serie TV, 8 episodi (2021)
- Brassic – serie TV, episodio 4x05 (2021)
- A Thousand Blows – serie TV, 5 episodi (2025)

## Doppiatrici italiane
Nelle versioni in italiano delle opere in cui ha recitato, Darci Shaw è stata doppiata da:
- Emanuela Ionica in Judy
- Agnese Marteddu in Gli Irregolari di Baker Street
- Lucrezia Marricchi in A Thousand Blows